# Біороботика
Біороботика — це термін, який вільно охоплює галузі кібернетики, біоніки і навіть генної інженерії як сукупність досліджень.
Біороботика часто використовується для позначення реального підрозділу робототехніки: вчення про те як зробити роботів, які можуть емулювати або імітуютувати живі біологічні організми, механічно або навіть хімічно. Цей термін також використовується в зворотному значенні: маніпулювання біологічними організмами як роботами, або додавання живого організму до компонентів робота.
В деякому сенсі біороботику можна представити як теоретичну дисципліну всеосяжної генної інженерії, в яких організми створені за допомогою штучних засобів. Створення життя з неживої матерії, наприклад, було би біоротикою. Галузь знаходиться в зародковому стані і іноді також називається синтетичною біологією або біонанотехнологією.

## Практичне застосування
Біологічний мозок, вирощений з культури нейронів, які спочатку були відокремлені, і згодом втілені в межах  роботичного тіла Кевіном Варвіком і його командою в університеті Редінга. Мозок приймає імпульси з датчиків на тілі робота і реагує на них моторними реакціями.